# Highgate

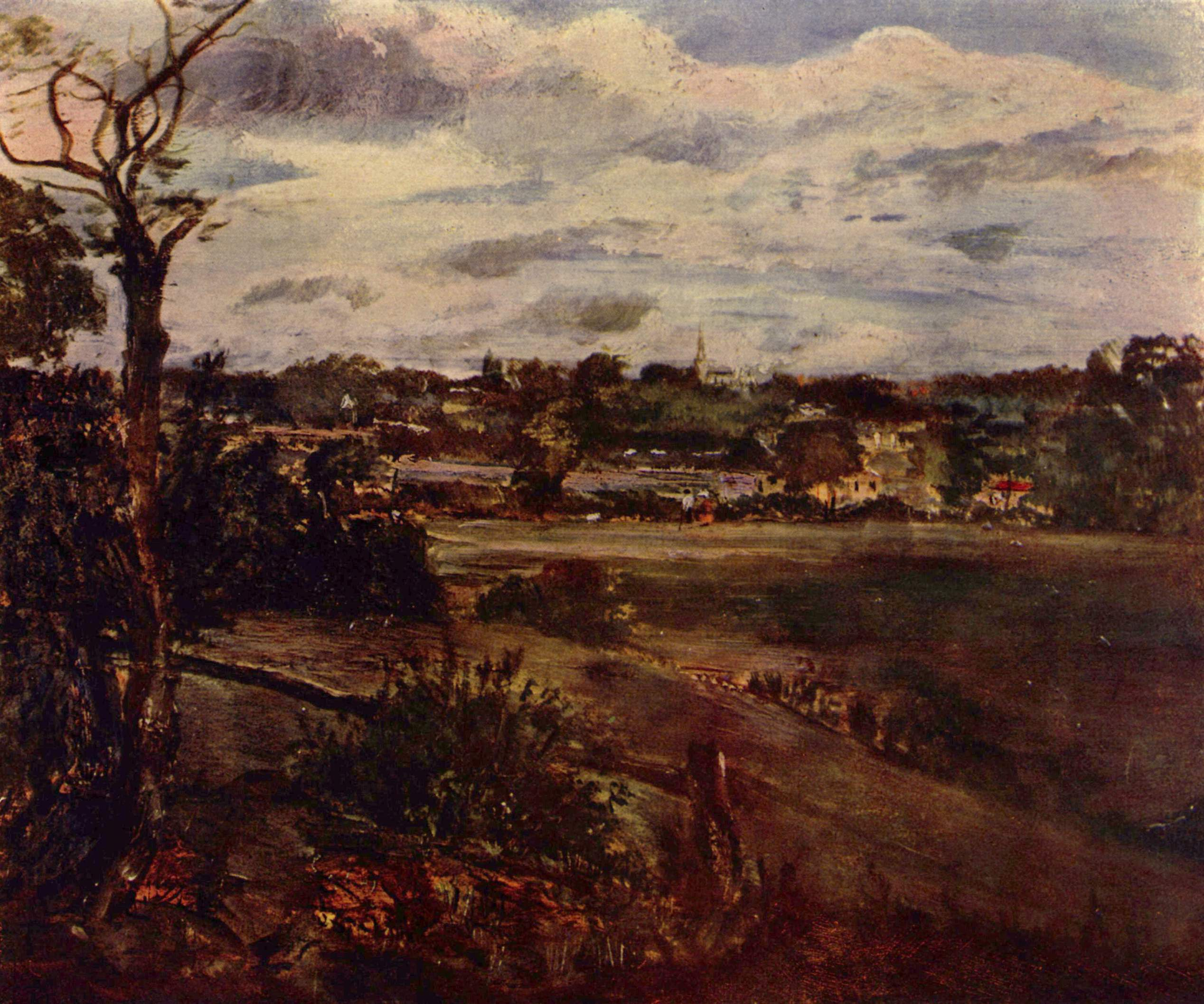
Quang cảnh Highgate vào nửa đầu thế kỷ 19, tác giả John Constable.

Highgate (/[invalid input: 'icon']ˈhaɪɡeɪt/ hoặc /ˈhaɪɡ[invalid input: 'ɨ']t/) là một khu vực ở Bắc Luân Đôn, nằm ở phía đông bắc của công viên Hampstead Heath.
Highgate là một trong những vùng ngoại ô đắt đỏ nhất tại Luân Đôn. Nơi đây có một khu bảo tồn là Highgate Society nhằm bảo vệ bản sắc của Highgate.
Cho đến cuối thời đại Victoria, đây vẫn là ngôi làng biệt lập nằm ngoài Luân Đôn.
Tại trung tâm là làng Highgate, nơi có nhiều cửa hiệu, quán rượu, nhà hàng và đường phố định cư từ thời kỳ các vua George của Anh.
Ngôi làng nằm trên đỉnh đồi có thể cho thấy khung cảnh Luân Đôn, với cao độ ở vị trí cao nhất khoảng 375 foot (114 m) so với mực nước biển.